# Grimmia browniana
Grimmia browniana là một loài Rêu trong họ Grimmiaceae. Loài này được (Dicks.) Sm. mô tả khoa học đầu tiên năm 1805.